# Мандри Гулівера (фільм, 2010)
«Ма́ндри Гуліве́ра» (англ. Gulliver's Travels) — пригодницький фільм Роба Леттермана, знятий за мотивами однойменного роману Джонатана Свіфта. Прем'єра кінофільму відбулася в США 25 грудня 2010 року., в Україні — 24 березня 2011 року. Фільм був конвертований в 3D..

## Сюжет
Лемюель Гулівер — працівник відділу пошти в великій компанії. За один день помічник Гулівера обігнав його на кар'єрній драбині й повідомив його, що посада в відділі пошти — це найбільше, на що може розраховувати Лемюель. Чоловік вже 5 років соромився запросити дівчину Дарсі Сілверман, що працювала в їхній фірмі редактором, на побачення. Після невдалого дня Гулівер зайшов до неї й повідомив, що є досвідченим туристом, тому зможе без проблем написати статтю про подорож. Скопіювавши замітки з авторитетних видань для своєї пробної статті, Гулівер отримав від Дарсі перше завдання — розвінчати міф про Бермудський трикутник. На катері Лемюель вирушив в море та потрапив у шторм. Прокинувшись, він побачив маленьких чоловічків, що оточили його. Гулівер опинився в країні Ліліпутії, де правив король Теодор, що мав двох доньок. Армією країні керував генерал Едвард. Ліліпути вважали, що Гулівер — шпигун їхніх ворогів — блефускіанців, тому його доставили до в'язниці. Там перебував лише один в'язень — Гораціо, що потрапив за ґрати через те, що задивився на молодшу доньку Теодора принцесу Меріан, що вже заручена з генералом Едвардом. Гулівер і Гораціо потоваришували.
Раптово на державу напали блефусканці. Гулівер врятував принцесу Меріан та її батька Теодора, після чого його з Гораціо звільнили й запросили на королівський бенкет. Гулівер видав себе за президента демократичної держави, а сюжети багатьох фільмів — за свої власні досягнення.
Із часом ліліпути знайшли човен Гулівера. Перевіривши голосову пошту на телефоні, Гулівер дізнався, що Дарсі знає про його обман й сама вирушить на Бермуди.
Оскільки Гулівер більше не поспішав повертатися додому, його назначили генералом Ліліпутії. Розлючений Едвард відключив захисний бар'єр і блефусканці миттєво почали наступ. Гуліверу вдалося знищити флот ворогів.
Гораціо соромився залицятися до Меріан, адже він простий торговець. Та Гулівер давав товаришеві поради, як поводитися з жінкою. Спочатку принцесі було до вподоби таке веселе й пристрасне залицяння, та потім Гораціо став надто зухвалим.
Едвард вступив у союз з блефусканцями й за схемою, що знайшли в човні Гулівера, створили величезного робота. Гулівер був змушений визнати, що вигадав всі свої пригоди, за що його відправили на таємничий острів за туманом.
Меріан набридла самовпевненість Гораціо, тому дівчина припинила їхні зустрічі. Гораціо вирушив на порятунок Гуліверу, якого знайшла величезна дівчинка й оселила в своєму ляльковому будиночку. Тим часом до берегів Ліліпутії потрапила Дарсі.
Гораціо переконав Гулівера, що він здатен поліпшити своє життя. Гулівер нарешті сказав Дарсі про свої почуття. Далі він наважився вступити в бій з роботом Едварда. Гораціо вивів його з ладу. Побачивши цей героїчний вчинок, Теодор дозволив йому одружитися зі своєю донькою Меріан. Гулівер припинив війну ліліпутів й блефусканців.
Повернувшись до Мангеттену, Гулівер став писати статті під керівництвом своєї коханої Дарсі. Його девізом стала фраза: «Нема маленьких робіт, є маленькі люди».

## У ролях

Гораціо (Джейсон Сігел) та принцеса Мері (Емілі Блант)

- Джек Блек — Лемюель Гулівер
- Джейсон Сігел — Гораціо
- Емілі Блант — принцеса Мері
- Аманда Піт — Дарсі
- Біллі Конноллі — король Теодор
- Кріс О'Дауд — Едвард
- Ті Джей Міллер — Ден
- Джеймс Корден — Джінкс
- Кетрін Тейт — королева Ізабель

## Кінокритика
На сайті Rotten Tomatoes кінофільм отримав рейтинг у 20 % (22 схвальних та 89 несхвальних відгуків).

## Український дубляж
Фільм дубльовано студіями «Postmodern» (Україна) і «Central Production International Group» (Росія) на замовлення компанії «Геміні» у 2010 році.
- Режисер дубляжу — Костянтин Лінартович
- Переклад і укладка тексту — Ірина Яценко
- Звукорежисер — Олександр Козярук
- Режисер перезапису — Василь Крачковський
- Менеджер проекту — Ірина Туловська
- Керівник проекту — Девід Шуфутинський
- Диктор — Євген Горлач
- Ролі дублювали: Юрій Ребрик, Дмитро Вікулов, Михайло Кришталь, Катерина Буцька, Ельвіра Соловей, Анатолій Барчук, Петро Сова та інші.